# Thelymitra polychroma
Thelymitra polychroma är en orkidéart som beskrevs av David Lloyd Jones och Mark Alwin Clements. Thelymitra polychroma ingår i släktet Thelymitra och familjen orkidéer.
Artens utbredningsområde är Tasmanien. Inga underarter finns listade i Catalogue of Life.